# 開中法
開中法又称開中或開中制，是明代為鼓励商人運輸糧食至边塞，以换取盐引，以给予贩賣食鹽的資格。
開中法类似于北宋的折中法，但又有稍許不同。洪武三年開始的舉措。洪武四年（1371年）始定“中盐例”，規定五石粮食可向朝廷换取二百斤的盐引。盐商因长途运粮耗费巨大，就在边區雇佣开垦田地，直接生产粮食，再换取盐引，称之“商屯”。後來不限於糧食，布料、銀兩、马匹等皆可換取盐引。
開中法可以分为报中﹑守支﹑市易三步驟，邊商進行報中，用糧食向政府換取鹽引；內商憑鹽引到指定的鹽場守候支鹽；水商進行市易，將鹽運到指定地點進行銷售。明代中葉後，開中法弊端甚多，出現“占窩”的現象，意指豪族以納糧佔有鹽引，然後賤買貴賣，嚴重破坏了开中制度。弘治时，遂以叶淇为户部尚书，改旧制为折色法，但開中法並未廢除，一直沿用至明末。